# 6987 Onioshidashi
6987 Onioshidashi este un asteroid din centura principală de asteroizi.

## Descriere
6987 Onioshidashi este un asteroid din centura principală de asteroizi. A fost descoperit pe 25 noiembrie 1994 la Oizumi de Takao Kobayashi. El prezintă o orbită caracterizată de o semiaxă mare de 2,79 ua, o excentricitate de 0,05 și o înclinație de 3,0° în raport cu ecliptica.